# Список підтверджених снайперських рекордів

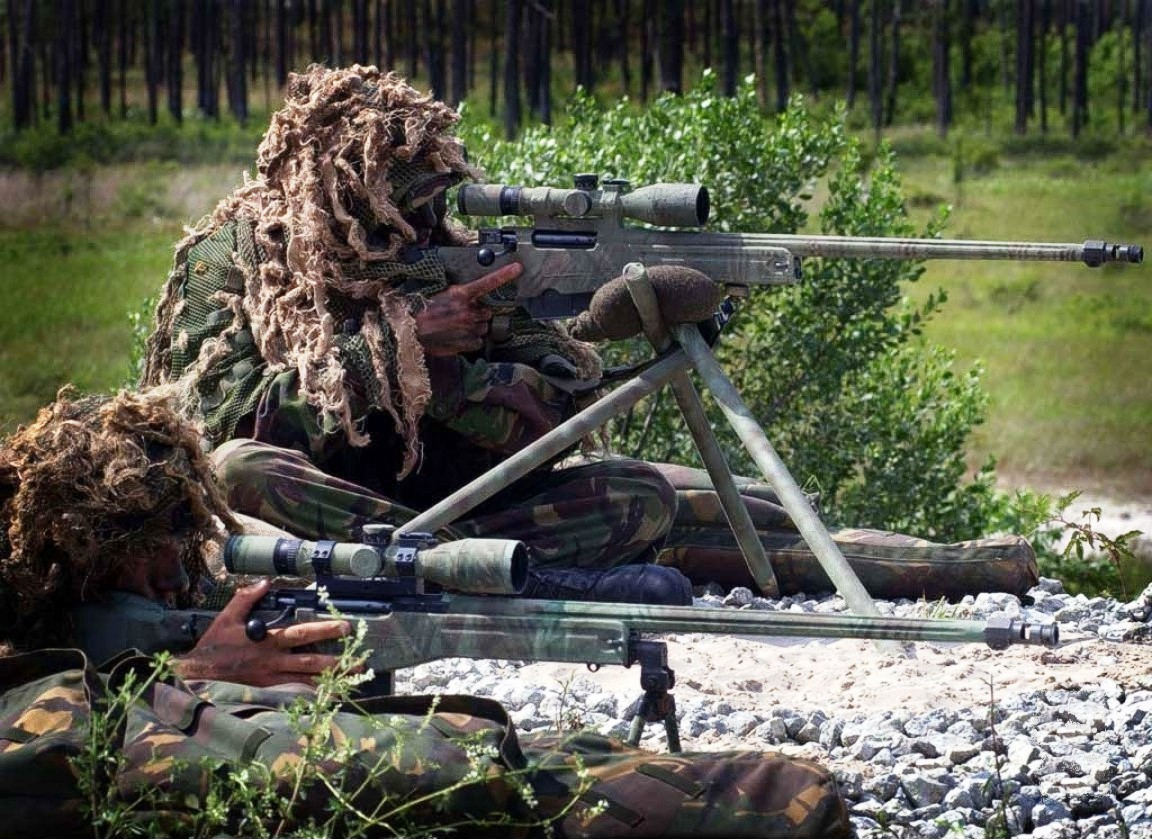
Снайпери Королівської морської піхоти з гвинтівками L115A1, оснащеними телескопічними прицілами Schmidt & Bender 3-12x50 PM II

Повідомлення про найбільш дальні успішні підтверджені снайперські постріли, здійснені в бойових умовах, які містили інформацію про відстань пострілу та особу снайпера, були представлені широкому загалу з 1967 року. Снайпери мають значну історію після розробки зброї дальньої дії. З удосконаленням зброї, боєприпасів і допоміжних засобів для визначення балістичних рішень збільшилися відстані, з яких можна поцілити в противника.
15 серпня 2025 року під час повномасштабного російського вторгнення за допомогою гвинтівки «Aligator» калібру 14,5 мм снайпер встановив чинний снайперський рекорд, імовірно, ліквідувавши двох окупантів на відстані 4000 метрів. Подія сталася в зоні відповідальності ОТУ Донецьк Покровськ-Мирноград
Попередній рекорд результативного пострілу належить оператору канадських військ спеціального призначення, ім'я якого не розголошується та який у травні 2017 року встановив новий рекорд у 3540 м пострілом з гвинтівки McMillan TAC-50. У 2012—2017 роках рекорд належав також неназваному австралійському снайперу (2815 м, гвинтівка Barrett M82A1). Третє місце з дальністю пострілу 2710 м з листопада 2022 року належить українському снайперу НГУ (українська гвинтівка Snipex Alligator) або спецпризначенцю 73-го морського центру (гвинтівка McMillan TAC-50)[неавторитетне джерело].

## Техніка снайперської стрільби

Тренування снайпера 30-ї бригади ЗСУ на полігоні під Бахмутом (гвинтівки Victrix .338), червень 2023 року.

Хоча оптичне обладнання, таке як далекоміри та балістичні калькулятори, дозволили значною мірою позбутися ручних розрахунків для визначення висоти місцевості та параметрів вітру, основи точності та прецизійності стрільби на далекі дистанції залишаються, по суті, незмінними з ранньої історії стрільби, а навички та підготовка стрільця та спотера (спостерігач-корегувальник) є основними факторами. Точність боєприпасів і вогнепальної зброї все ще залежать насамперед від людського фактора та уваги до деталей у складному процесі досягнення максимальної продуктивності.
Сучасний метод снайперської стрільби на великій дистанції (постріли понад 1100 м) вимагає інтенсивних тренувань і практики. Снайпер повинен мати здатність точно оцінювати різноманітні фактори, які впливають на траєкторію кулі та точку влучання, наприклад відстань від стрільця до цілі, напрям, швидкість вітру, щільність повітря, висота та навіть ефект Коріоліса. Помилки в оцінці збільшуються з відстанню і можуть призвести до того промаху. Крім того, комбінація вогнепальної зброї та боєприпасів впливає на значення кругового ймовірного відхилення (КІВ, англ. CEP) — величина радіуса кола, в межах якого влучить половина боєприпасів.
Якщо снайпер бажає підвищити точність пострілу та/або збільшити його дальність, відповідно має підвищитися точність оцінки зовнішніх факторів. На екстремальних відстанях потрібні високоточні оцінки для враження цілей, але й це не виключає виникнення неконтрольованих факторів. Наприклад, гвинтівка, здатна стріляти з точністю 0,5 MOA (приблизно 1,45 см від центрів двох найвіддаленіших отворів на відстані 100 м), теоретично на 2500 метрів стрілятиме групою у 36,25 см(1,45 × 2500/100 = 12,5). Якщо група не буде ідеально відцентрована на мішені на відстані 100 метрів, група на відстані 2500 метрів буде мати у 25 разів більшу похибку. У цьому прикладі ігноруються всі інші фактори та припускаються умови стрільби без вітру, при однаковій початковій швидкості куль та однакових балістичних характеристик для кожного пострілу.
Такі пристрої, як лазерні далекоміри, портативне метеорологічне вимірювальне обладнання, кишенькові комп'ютери та програмне забезпечення для балістичних прогнозів, можуть сприяти підвищенню точності (тобто зменшенню КІВ), хоча для реалізації їхніх переваг велике значення мають належне використання та навчання снайперів. Крім того, як вимірювальні прилади, вони схильні до похибок точності, наприклад, портативні метеорологічні прилади вимірюють умови лише безпосередньо в місці використання, але параметри вітру можуть різко змінюватися на шляху польоту кулі.

## Історія

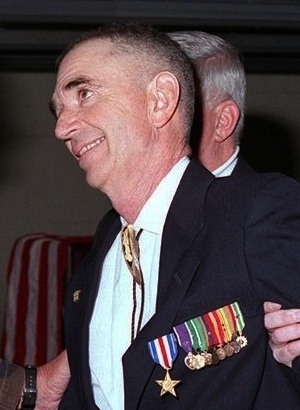
Карлос Хескок у 1996 році

Наука дальньої снайперської стрільби реалізувалася під час війни у В'єтнамі (1959—1975). Сержант морської піхоти США Карлос Хескок утримував рекорд з 1967 по 2002 рік — 2286 м (2500 ярдів). Це вбивство стало можливим, в основному, завдяки тому, що солдат противника зупинив свій велосипед на місці, куди раніше стріляв Хескок під час прицілювання зі свого великокаліберного кулемета Browning M2. На його рахунку 93 офіційно зафіксованих ліквідованих противників. Після повернення до США Хескок допоміг створити Школу снайперів-розвідників морської піхоти в Квантіко, штат Вірджинія.
На додаток до успіху як розвідник-снайпер під час численних ротацій у В'єтнам, Хескок брав участь у кількох спортивних стрілецьких командах Корпусу морської піхоти США, він виграв Вімблдонський кубок 1966 року, який отримує переможець Національного чемпіонату США зі стрільби з потужної гвинтівки на 1000 ярдів. Навіть зазнавши серйозних опіків під час рятування солдатів в ураженому Amtrac, за що Хескок нагороджений Срібною Зіркою, та діагностування розсіяного склерозу, сержант продовжував служити снайпером та інструктором. У В'єтнамі Хескок також виконував місії, що включали постріл «крізь приціл» — ліквідація ворожого снайпера, який полював на нього, та кількаденне одиночне переслідування та вбивство генерала противника.
Снайперський рекорд Хескока залишався доти, поки майстер-капрал Аррон Перрі з Канадського полку легкої піхоти принцеси Патриції не перевершив його — пострілом на 2310 м. Проте Перрі утримував титул найкращого лише кілька днів, оскільки в березні 2002 року інший снайпер з його підрозділу, капрал Роб Фарлонг, не зробив результативний постріл на 2430 м. Перрі та Фарлонг були частиною снайперської команди з шести осіб під час операції «Анаконда» 2002 року (війна в Афганістані).

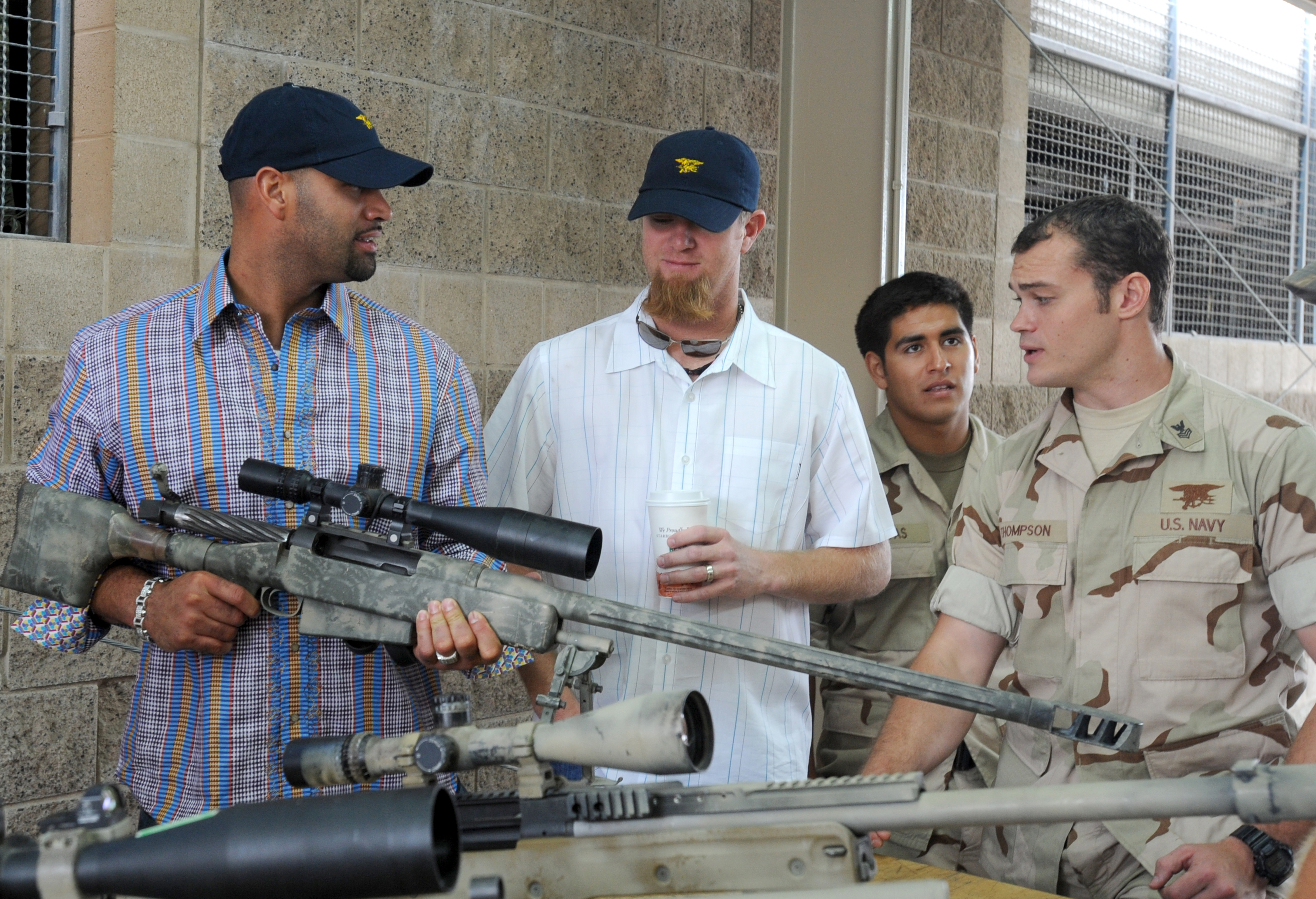
«Морські котики» ВМС США з гвинтівкою Mk 15 (спеціальний варіант позначення McMillan Tac-50)

Рекорд капрала Фарлонга перевищив інший британський капрал Крейг Гаррісон, з гвардійського кавалерійського полку «Королівські та сині», який установив рекорд двох послідовних пострілів на 2475 метрів, підтверджено системою глобального позиціювання (GPS), якими він уразив двох бійців Талібана в листопаді 2009 року. Третім пострілом Гаррісон пошкодив кулемет. Цілями двох смертельних пострілів Гаррісона за п'ять секунд стали кулеметники, які перебували на 900 метрів далі рекомендованої дистанції для снайперської гвинтівки L115A3 компанії Accuracy International.
У червні 2017 року неназваний снайпер з канадського підрозділу JTF-2 перевищив рекорд 2009 року більш ніж на 1000 м (1100 ярдів), поціливши в противника на відстані 3540 м (3871 ярд, війна в Іраку). Як і в попередніх двох канадських рекордах, снайпер використовував великокаліберну гвинтівку McMillan Tac-50 з набоями .50 BMG.
18 листопада 2023 року під час повномасштабного російського вторгнення за допомогою гвинтівки «Володар обрію» калібру 12,7×114 мм HL снайпер СБУ встановив новий снайперський рекорд, ліквідувавши ймовірного російського офіцера (станом на 5 грудня 2023 року смерть і звання достеменно не підтверджені) на відстані 3800 метрів. Позицію було облаштовано в Херсонській області, стрільба велась по російських солдатах, що знаходились на іншому (лівому) березі Дніпра. Відповідно до відео, кулі знадобилось близько 9 секунд на подолання цієї дистанції.

## Список снайперських пострілів на відстань від 1250 м
Цей список підтверджених результативних пострілів по реальному противнику на відстань понад 1250 м не є вичерпним, оскільки такі дані, зазвичай, не відстежуються та не обробляються відповідно до будь-якої офіційної процедури. Наприклад, снайпери команди Сухопутних військ Канади, під час встановлення рекордів Аррона Перрі (2310 м) та Роба Фарлонга (2430 м) у 2002 році, також здійснили кілька результативних пострілів на відстань близько 1500 м, які не були зафіксовані й тут не враховуються. Список також показує, що в деяких випадках командування збройних сил може вирішити не розголошувати ім'я снайпера з міркувань безпеки.
| №  | Снайпер                                | Дата          | Відстань | Зброя                         | Боєприпаси                      | Країна            | Підрозділ                                                                                            | Конфлікт                       | Прим.              |
| -- | -------------------------------------- | ------------- | -------- | ----------------------------- | ------------------------------- | ----------------- | --- | ------------------------------ | ------------------ |
| 1  | В’ячеслав Ковальський                  | листопад 2023 | 3800 м   | Володар обрію                 | 12,7×114 мм HL                  | Україна           | Служба безпеки України                                                                               | Російське вторгнення в Україну | [ 6 ]              |
| 2  | (ім'я не розголошується)               | травень 2017  | 3540 м   | McMillan TAC-50               | .50 BMG (бронебійний)           | Канада            | Joint Task Force 2                                                                                   | Громадянська війна в Іраку     | [ 8 ] [ 9 ] [ 10 ] |
| 3  | (ім'я не розголошується)               | квітень 2012  | 2815 м   | Barrett M82A1                 | .50 BMG (Raufoss Mk 211)        | Австралія         | 2-й полк командос                                                                                    | Війна в Афганістані            | [ 29 ]             |
| 4  | (ім'я не розголошується)               | листопад 2022 | 2710 м   | Snipex Alligator              | 14,5×114 мм                     | Україна           | Національна гвардія України                                                                          | Російське вторгнення в Україну | [ 30 ] [ 31 ]      |
| 5  | Капрал кавалерії Крейг Гаррісон        | листопад 2009 | 2475 м   | Accuracy International L115A3 | .338 Lapua Magnum LockBase B408 | Велика Британія   | Гвардійський кавалерійський полк «Сині та королівські»                                               | Війна в Афганістані            | [ 24 ]             |
| 6  | Капрал Роб Фарлонг                     | березень 2002 | 2430 м   | McMillan TAC-50               | .50 BMG                         | Канада            | 3-й батальйон Канадського полку легкої піхоти принцеси Патриції, Збройні сили Канади                 | Війна в Афганістані            | [ 28 ]             |
| 7  | Капрал Аррон Перрі                     | березень 2002 | 2310 м   | McMillan TAC-50               | .50 BMG                         | Канада            | 3-й батальйон Канадського полку легкої піхоти принцеси Патриції, Збройні сили Канади                 | Війна в Афганістані            | [ 28 ]             |
| 8  | Сержант Браян Кремер                   | жовтень 2004  | 2300 м   | Barrett M82A1                 | .50 BMG (Raufoss NM140 MP)      | США               | 2-й батальйон 75-го полку рейнджерів Армії США                                                       | Війна в Іраку                  | [ 32 ]             |
| 9  | Сержант артилерії Карлос Хескок        | лютий 1967    | 2286 м   | Кулемет M2 Browning           | .50 BMG                         | США               | 7-й полк 1-ї дивізії Корпусу морської піхоти США                                                     | В'єтнамська війна              | [ 33 ]             |
| 10 | (ім'я не розголошується)               | серпень 2013  | 2125 м   | Denel NTW-14.5                | 14,5×114 мм                     | ПАР               | Південноафриканська бригада сил спеціальних операцій, Об'єднана оперативна дивізія, Збройні сили ПАР | Місія ООН в ДР Конго           | [ 34 ] [ 35 ]      |
| 11 | Спеціаліст Ніколас Ранстад             | січень 2008   | 2092 м   | Barrett M82A1                 | .50 BMG                         | США               | 1-й ескадрон 91-го кавалерійського полку Армії США                                                   | Війна в Афганістані            | [ 36 ] [ 37 ]      |
| 12 | "Лектор"                               | грудень 2024  | 2069 м   | Sako TRG M10                  | .338 Lapua Magnum               | Україна           | Підрозділ активних дій ГУР МОУ                                                                       | Російське вторгнення в Україну | [ 38 ]             |
| 13 | Чиф-петті офіцер Кріс Кайл             | серпень 2008  | 1920 м   | McMillan TAC-338              | .338 Lapua Magnum               | США               | Команда SEAL 3, Спеціальне бойове командування ВМС США                                               | Війна в Іраку                  | [ 39 ]             |
| 14 | Капрал Крістофер Рейнольдс             | серпень 2009  | 1853 м   | Accuracy International L115A3 | .338 Lapua Magnum LockBase B408 | Велика Британія   | «Чорний дозор» (3 SCOT), Королівський полк Шотландії, Британська армія                               | Війна в Афганістані            | [ 40 ]             |
| 15 | (ім'я не розголошується)               | січень 2016   | 1700 м   | PGW Defense Technology LRT-3  | .50 BMG                         | Саудівська Аравія | Королівські сухопутні сили Саудівської Аравії, Збройні сили Саудівської Аравії                       | Єменська громадянська війна    | [ 41 ]             |
| 16 | Штаб-сержант Стів Райхерт              | квітень 2004  | 1614 м   | Barrett M82A3                 | .50 BMG (Raufoss Mk 211)        | США               | 2-й батальйон 2-го полку Морської піхоти США                                                         | Війна в Іраку                  | [ 42 ]             |
| 17 | Біллі Діксон                           | червень 1874  | 1406 м   | Sharps .50-90                 | .50-90 Sharps                   | США               | Цивільний, мисливець на бізонів                                                                      | Індіанські війни               | [ 43 ]             |
| 18 | (ім'я не розголошується)               | листопад 2007 | 1380 м   | Barrett M82A1                 | .50 BMG (Raufoss Mk 211)        | Норвегія          | 2-й батальйон норвезької армії                                                                       | Війна в Афганістані            | [ 44 ]             |
| 19 | Сержант першого класу Брендон Макгвайр | квітень 2007  | 1310 м   | Barrett M107 (M82A1)          | .50 BMG (Raufoss Mk 211)        | США               | 3-й батальйон 509-го парашутно-десантного полку Армії США                                            | Війна в Іраку                  | [ 45 ]             |
| 20 | Сержант-майор Герберт Слей             | лютий 1918    | 1280 м   | M1903 Springfield             | .30-06 (7.62×63mm)              | США               | Американські експедиційні сили, Армія США                                                            | Перша світова війна            | [ 46 ]             |
| 21 | (ім'я невідоме)                        | грудень 1864  | 1271 м   | Гвинтівка Вітворта            | .451 (шестигранна куля)         | КША               | Війська Південної Кароліни, Армія Конфедеративних Штатів                                             | Громадянська війна в США       | [ 47 ]             |
| 22 | Штаб-сержант Джим Гілліленд            | вересень 2005 | 1250 м   | М24                           | 7.62×51mm NATO                  | США               | 2-й батальйон 69-го бронетанкового полку Армії США                                                   | Війна в Іраку                  | [ 48 ]             |